# St. Rochus (Lądek-Zdrój)
St. Rochus ist eine römisch-katholische Friedhofskapelle in Lądek-Zdrój (deutsch Bad Landeck) im  Powiat Kłodzki in der Woiwodschaft Niederschlesien in Polen. Der Bau wurde seit Anfang des 17. Jahrhunderts geplant, jedoch erst in den 1670er Jahren errichtet. Ihr Patrozinium wurde dem Pestheiligen Rochus von Montpellier gewidmet. Bis 1972 gehörte die Kapelle zusammen mit der vormaligen Grafschaft Glatz zum Erzbistum Prag und danach bis 2004 zum Erzbistum Breslau. Seither ist das Bistum Świdnica (Schweidnitz) zuständig. Seit 1965 steht die Kapelle unter Denkmalschutz (Nummer A/4282/1332).  Nach einem Brand in den 1970er Jahren wurde die Kapelle originalgetreu wieder aufgebaut.

## Lage
Das Gotteshaus dient gegenwärtig als Filialkirche. Sie steht im östlichen Teil des städtischen Friedhofs in der Ul. Śnieżna 10. Sein Ostgiebel ist Bestandteil der Friedhofsmauer.

## Architektur
Im Kern handelt es sich um eine romanische Friedhofskapelle, die nach der Erweiterung um 1690 mit dem geschwungenen Ostgiebel und den angedeuteten Säulen sowie mit der niedrigen Halbrundapsis ein frühbarockes Aussehen erhielt.
Das einschiffige Gebäude trägt einen Dachreiter mit sechseckigem Grundriss, über dem eine offene Laterne errichtet wurde. Dahinter befindet sich ein kleiner Aussichtsumgang. Die Laterne wird mit einem sechseckigen Spitzhelm geschützt und endet in einer Blitzschutzspitze.
An den beiden Längsseiten des Kirchengebäudes sind je vier Halbsäulen angedeutet, dazwischen befinden sich kleine Halbrundfenster. Ein geknicktes Satteldach über dem Bauwerk ist mit Biberschwänzen gedeckt. Als Baumaterial des Hauses dienten Ziegelsteine und Feldsteine, die verputzt wurden. Der Chor hat eine quadratische Form und endet mit einer halbrunden niedrigen Apsis, die baulich bis auf das Friedhofsgelände heruntergezogen ist und nur ein einziges rundes Fenster enthält. Die Apsis schließt mit einem halbrunden Satteldach.
Die oberen Abschlüsse der freistehenden Giebel sind mit Kupferblech gedeckt. Beide Giebel, im Westen und Osten, sind gleich hoch und haben eine Dreiecksform, jedoch sind die Mauern unterschiedlich dick und weisen eine unterschiedliche Formgebung auf.
Auf der West- und auf der Nordseite der Kirche befindet sich je ein Eingang, der nur über Stufen erreichbar ist. Darüber befindet sich je ein Halbrundfenster in größerer Höhe. Über dem Westportal ist eine Halbrundnische zu sehen, in der wohl anfangs ein Marienbildnis stand. Neben den Pfeilern sind etwa in Kopfhöhe steinerne Tafeln in verschiedenen Größen angebracht, deren Bedeutung unklar ist.

## Geschichte
Als die Stadtverwaltung von Landeck im Jahr 1616 einen neuen Friedhof plante, musste dort auch eine Kapelle gebaut werden. Im Jahr 1619 wurden erste Pläne für eine kleine Friedhofskirche vorgelegt, die jedoch nicht zur Ausführung gelangten. Erst im Jahr 1678 begannen entsprechende Erschließungsarbeiten, die mit der ersten Einweihung Ende des Jahres 1678 abgeschlossen waren. Nun erfüllte die Begräbniskirche mehr als 10 Jahre ihren vorgesehenen Zweck. Als jedoch infolge des massiven Umbaus der nahe gelegenen Pfarrkirche Mariä Geburt hier in der Kapelle auch „normale“ Gottesdienste stattfinden mussten, veranlasste Pfarrer Adam Breiter (gest. 1707) im Jahr 1691 den Anbau einer Apsis, die den Altar aufnehmen konnte. Der östliche Anbau des Kirchenschiffes mit der Apsis verlängerte das erste Kapellengebäude um rund sechs Meter, am Äußeren des Bauwerks ist das durch entsprechende Absätze und unterschiedlich hohe Fenster erkennbar.
Mit Beschluss des Landesdenkmalamtes vom 3. August 1965 wurde die Kirche in das Nationale Denkmalregister eingetragen.
In den 1970er Jahren brach in der kleinen Kirche ein Feuer aus, die Innenwände stürzten ein. Danach blieb die Ruine sich erst einmal selbst überlassen, so dass auch das Dach zerfiel. Erst zu Beginn des 21. Jahrhunderts ließ die Kirchengemeinde das Gebäude nach historischen Plänen unter Verwendung des verbliebenen Baumaterials wieder aufbauen.

## In der Umgebung

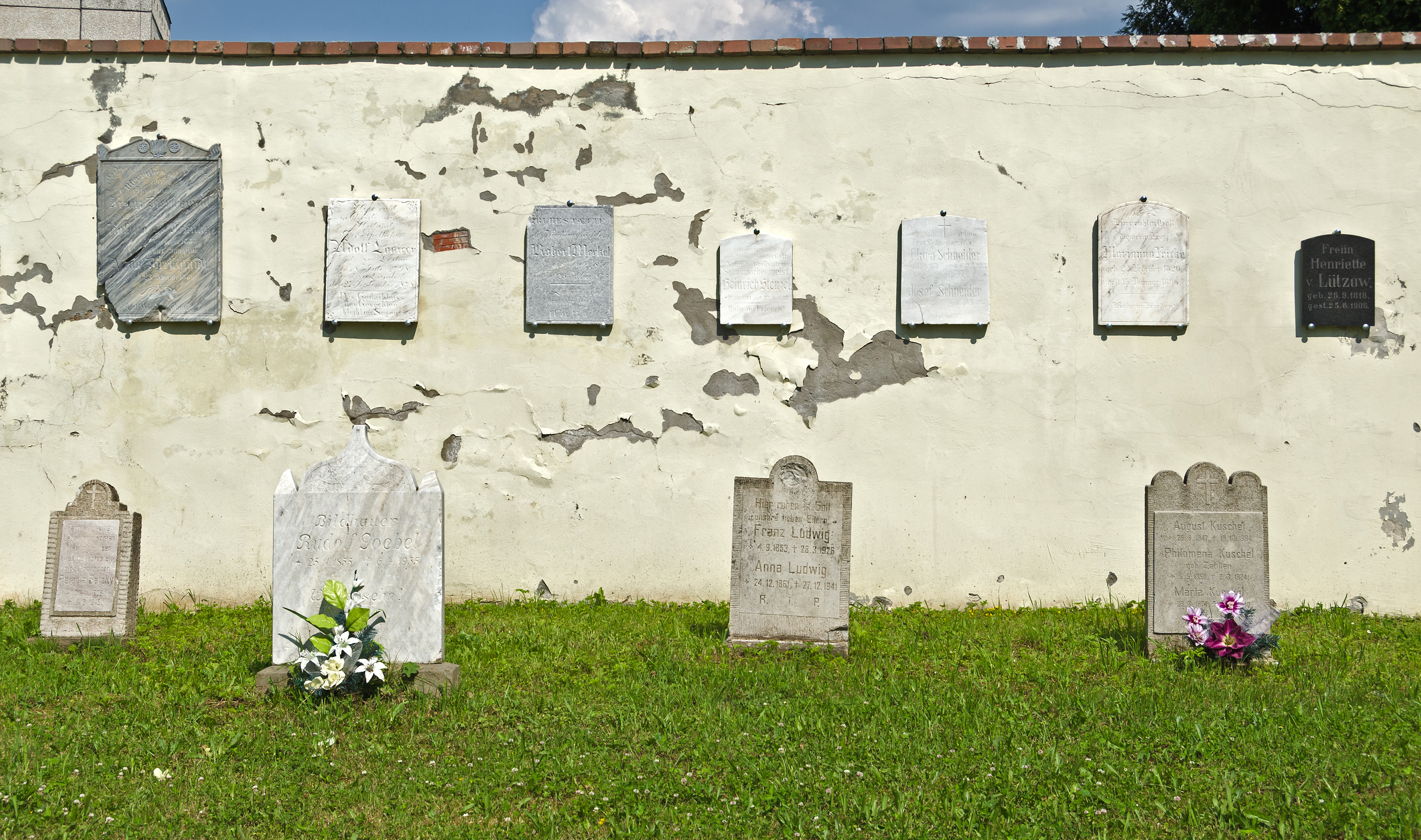
Historische Grabsteine an der Friedhofsmauer

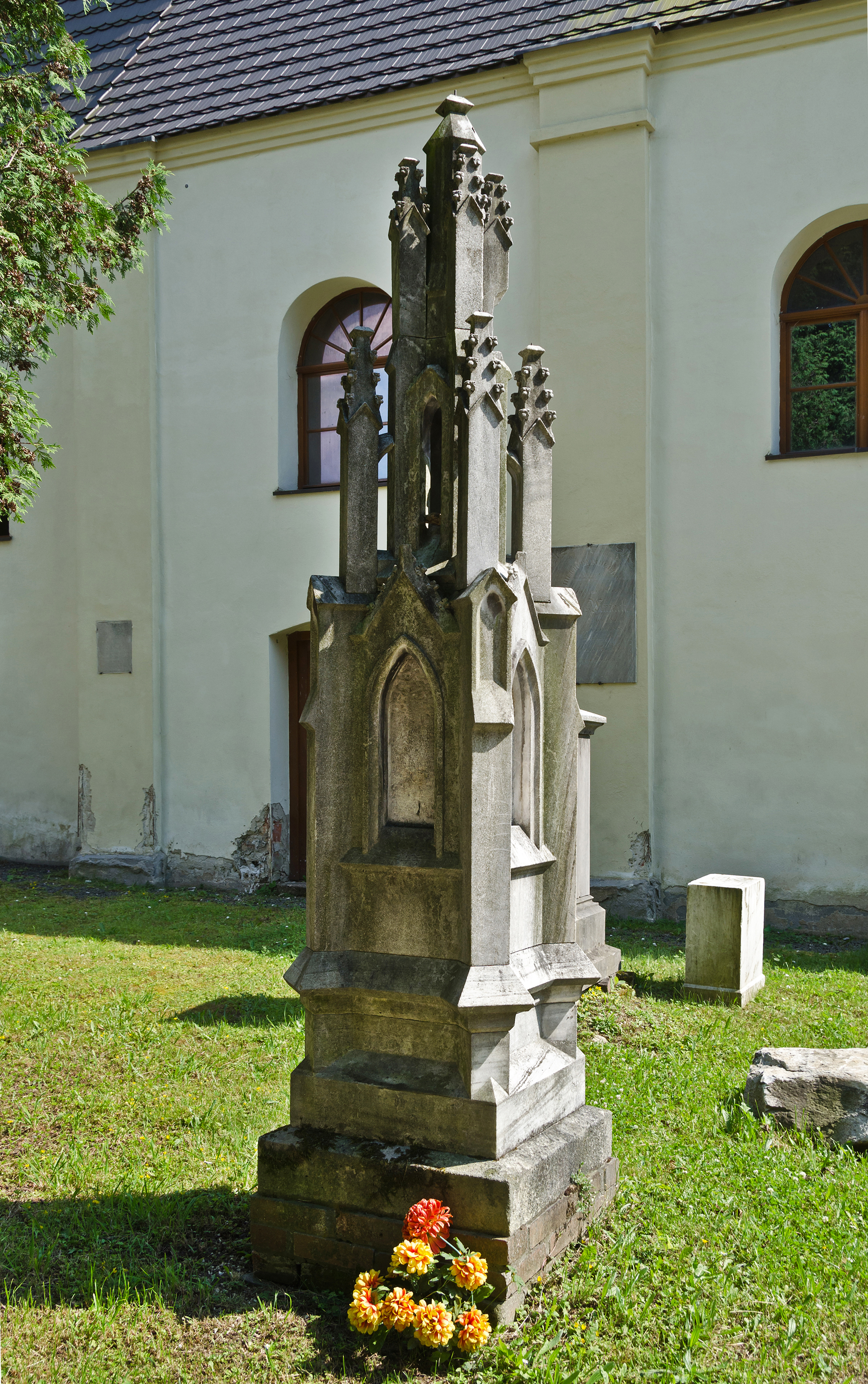
Vor der Kirche steht eine Votivsäule.

Direkt an die Kirche grenzt der historische Friedhof. An der Friedhofsmauer, an der Wand und auf dem Erdboden davor, sind etliche alte Grabsteine angebracht bzw. aufgestellt, die bekannten Einwohnern gewidmet waren.